# Анамска пръчка
Анамската пръчка (Medauroidea extradentata), известна още като Виетнамска пръчка, е вид насекомо от семейство Phasmatidae. От 2000 година са изследвани над 24 вида.

## Характеристики
Женските са с максимална дължина от 110 mm и имат малко по-къси антени от мъжките. Над очите имат малки израстъци – „рогца“, а около устния отвор са разположени шипчета, чрез които си помагат в храненето. Мъжките достигат дължина до 75 mm. Те не само са много по-малки, но също така и много по-тънки от женските. Анамските пръчки са насекоми, които нямат крила. Основният им цвят е сиво-кафяв до тъмно кафяв, бежов или зелен.

## Произход и поведение
Името на Анамските пръчки идва от региона от който те произхождат – Анам, Виетнам.
Животните са активни през нощта, и приемат храна само по това време, за да избегнат всякакво излишно движение през деня. Придвижват се по листата на дърветата, като използват леко люлеене, имитирайки полюшването на клонче от вятъра.

## Размножаване
Мъжките се срещат по-рядко, отколкото женските. Размножаването е възможно да става по полов или по безполов път. При отсъствието на мъжки индивид, размножаването може да се осъществи без сдвояване с мъжкия (партеногенеза). яйцата на женската са с размери 2,5 × 1,5 mm, сиви с кафяви петна по тях. Развитието на малките в яйцата отнема средно от 2 до 6 месеца, в зависимост от температурата. При температура в рамките на 25-27 °C е необходимо много по-малко от два месеца, но при по-ниски температури може да отнеме до шест месеца. Новоизлюпените са с дължина около 15 mm и са им необходими от 3 до 4 месеца, докато се развият напълно.
Около две седмици след последното линеене женските започват да снасят яйца. На ден те снасят по 5 яйца, а за целия си живот – до 1000 яйца. Разплодът трае до една година.